# Brenda’s Got a Baby
Brenda’s Got a Baby – debiutancki singel amerykańskiego rapera 2Paca, pochodzący z jego debiutu 2Pacalypse Now z roku 1991. Gościnnie wystąpił piosenkarz R&B – Dave Hollister, członek grupy Blackstreet.
Utwór opowiada o fikcyjnej dwunastoletniej dziewczynce o imieniu Brenda, która zaszła w ciążę. Piosenka porusza problemy nastoletnich matek, braku wsparciu ze strony najbliższej rodziny jak i rządu. Kompozycja tekstu została oparta na prawdziwych wydarzeniach, w których nastoletnia dziewczyna zaszła w ciążę z kuzynem, a ponieważ nie chciała, żeby rodzice się dowiedzieli, wyrzuciła dziecko do kosza.